# Nathan George
Pour les articles homonymes, voir George.
Nataniel George, connu sous le diminutif Nathan George, est un acteur américain, né le 27 juillet 1936 et mort le 3 mars 2017 à New York.

## Biographie
Acteur de seconds rôles actif au cinéma de 1971 à 1997, Nathan George a partagé en 1970 avec Ron O'Neal le Obie Awards pour son rôle de Johnny Williams dans la pièce No Place to Be Somebody de Charles Gordone, lauréate du prix Pulitzer de l'œuvre théâtrale (Drama), créée le 2 mai 1969 au New York Shakespeare Festival's Public Theater, à New York. Cette performance lui a également valu de recevoir un Drama Desk Award. Il a joué notamment dans Brubaker de Stuart Rosenberg (1980), Klute d'Alan J. Pakula (1971), Serpico de Sidney Lumet (1973) etVol au-dessus d'un nid de coucou de Miloš Forman (1975).

## Filmographie partielle

### Cinéma
- 1971 : Klute d'Alan J. Pakula : Trask
- 1973 : Serpico de Sidney Lumet : Smith
- 1974 : Les Pirates du métro (The Taking of Pelham One Two Three) de Joseph Sargent : Police Ptl. James
- 1975 : Vol au-dessus d'un nid de coucou de Miloš Forman : Washington
- 1977 : Short Eyes (en) de Robert Milton Young  : Ice
- 1980 : Brubaker de Stuart Rosenberg : Leon Edwards
- 1996 : Dans l'ombre de Manhattan (Night Falls on Manhattan) de Sidney Lumet :  Juror (non crédité)
- 1997 : Harsh Light de E.B. Hughes : Montgomery Parris (court métrage)

### Télévision
- 1978 : To Kill a Cop de Gary Nelson (téléfilm)

## Théâtre
- 1969 : No Place to Be Somebody de Charles Gordone